# Cesare Cantù
Cesare Ambrogio Cantù (Brivio, 5 dicembre 1804 – Milano, 11 marzo 1895) è stato uno storico, letterato, politico, archivista e scrittore italiano.
Deputato al parlamento dal 1860 al 1867, fu il fondatore dell'Archivio storico lombardo e presidente onorario della SIAE. Letterato legato all'area romantica e al cattolicesimo, il Cantù fu autore di numerosi romanzi (tra i quali spicca Margherita Pusterla), di saggi storici (Storia Universale e Grande illustrazione del Lombardo Veneto) e di storiografia letteraria (Ragionamenti per servire di commento ai Promessi Sposi; Storia della letteratura italiana). Dal 1873 fino alla sua morte fu Direttore dell'Archivio di Stato di Milano, organizzandolo e trasportandone la sede nell'ex Collegio Elvetico/Palazzo del Senato.

## Biografia

### I primi anni e l'insegnamento

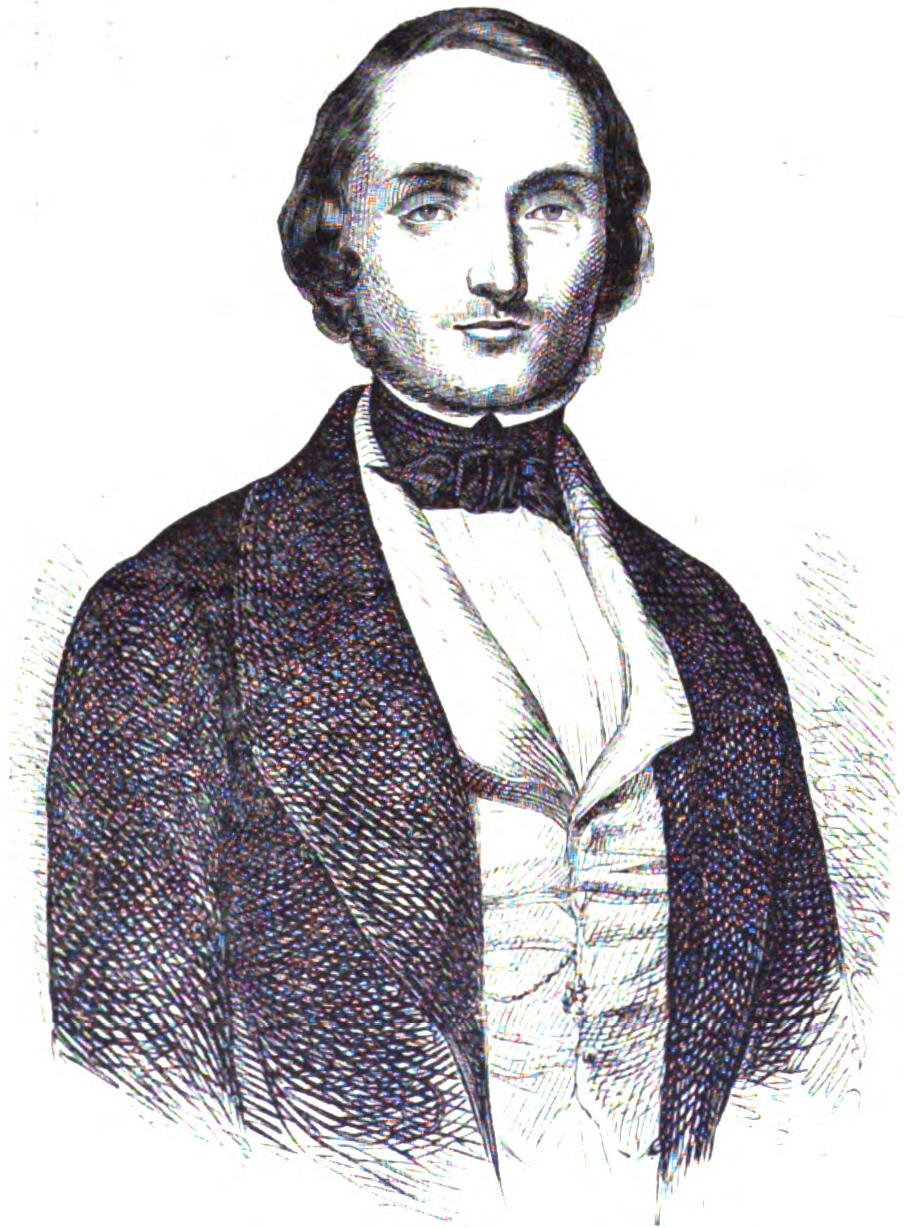
Cantù in età matura

Cesare Cantù nacque a Brivio, un paesino della Brianza, da Celso e da Rachele Gallavresi. Educato al ginnasio Sant'Alessandro di Milano fu, dopo essere stato respinto al Collegio Ghisleri di Pavia, docente supplente a Sondrio, città nella quale rimase dal 1821 al 1827 insieme al fratello minore Ignazio e dove, nel tempo libero, poté formare la sua cultura leggendo avidamente i classici italiani e quelli stranieri, in particolare le Antichità italiche di Ludovico Antonio Muratori e la Storia delle Repubbliche italiane dello svizzero Sismonde de Sismondì.
Trasferitosi per l'insegnamento a Como dal 1828 al 1832, in quell'anno divenne insegnante in quello stesso collegio Sant'Alessandro di Milano dove aveva trascorso l'adolescenza e dove poté entrare in contatto con l'ambiente intellettuale della città, in primis con Tommaso Grossi, con Alessandro Manzoni e con il giurista Gian Domenico Romagnosi. Arrestato il 15 novembre 1833 in quanto sospettato di far parte della Giovine Italia di Mazzini, fu liberato dal Carcere di Porta Nuova l'11 ottobre 1834, venendogli comminata però l'esclusione dai pubblici uffici e quindi dall'insegnamento.

### L'attività storica e letteraria

#### Gli anni '30
Già nel 1828 aveva pubblicato, a Como, il poemetto Algiso, ma aveva dimostrato anche notevoli doti storiche elaborando la Storia della città e diocesi di Como, composta tra il 1829 e il 1831. Arrivato a Milano, si cimentò nella critica letteraria scrivendo il saggio Sulla storia Lombarda del secolo XVII: Ragionamenti per servire di commento ai Promessi Sposi, edito nel 1832. Nello stesso anno vide le stampe Il Sacro Macello di Valtellina. Le guerre religiose del 1620 tra cattolici e protestanti tra Lombardia e Grigioni, pubblicato a Milano nel 1832 e l'anno successivo i Racconti brianzoli (o Novelle brianzole). Liberato dal carcere, Cantù si dedicò interamente all'attività letteraria, redigendo tra il 1836 e il 1837 quattro libri di favole per bambini in cui compare il Carlambrogio di Montevecchia, emblema della sottomissione all'ordine costituito e all'autorità morale del clero, come più viene specificatamente ricordato ne Il galantuomo. In queste due opere si vede già il conservatorismo religioso che dominerà l'intera ideologia del Cantù anche negli anni a venire.

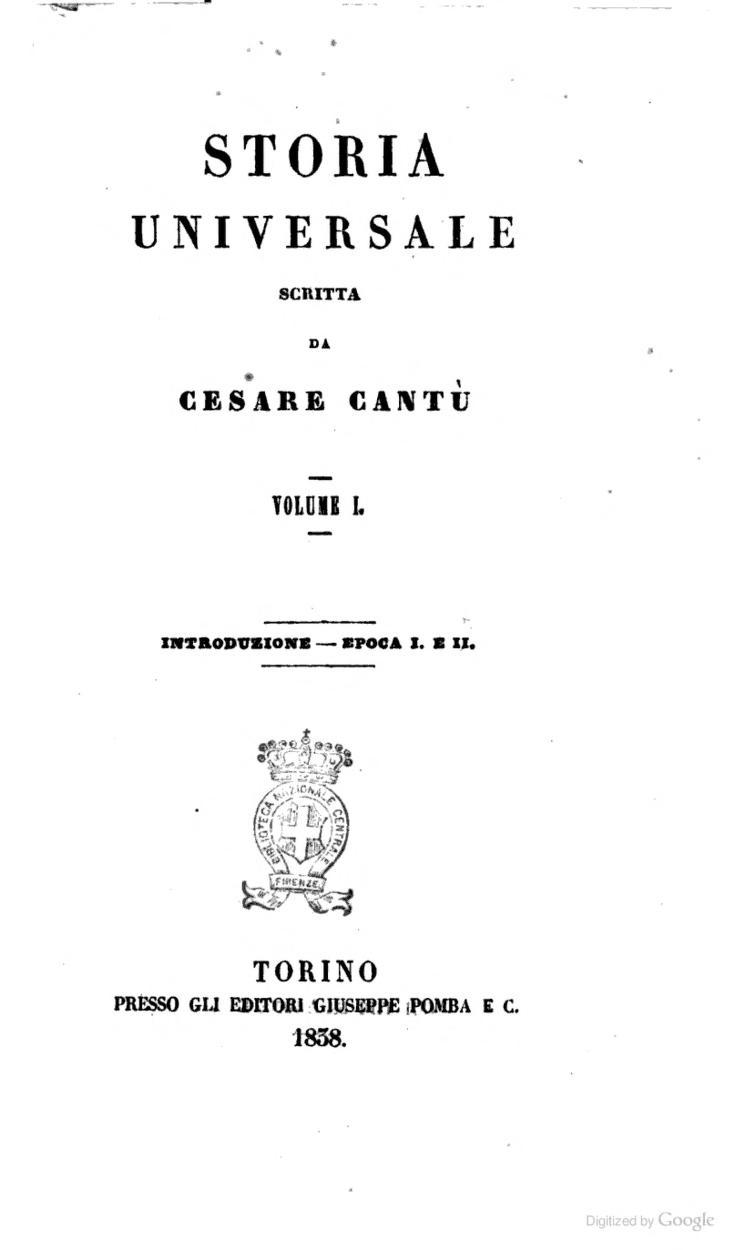
Il primo volume della Storia Universale di Cesare Cantù, edito a Torino nel 1838

#### Margherita Pusterlae laStoria universale
Cantù, sulla scia del successo dei Promessi Sposi dell'amico Manzoni, si accinse alla stesura di un romanzo storico sul modello di quello manzoniano e del Marco Visconti di Tommaso Grossi: la Margherita Pusterla, scritta mentre era in carcere e che fu pubblicata soltanto nel 1838 a causa della censura austriaca. Basatosi sulla vicenda storica di Margherita Visconti (XIV secolo - 1341), figlia di Uberto e andata in sposa a Francesco Pusterla, l'opera del Cantù ne ricalca la disgrazia famigliare (lei verrà imprigionata e uccisa per essersi opposta alle lusinghe del signore della città, Luchino) intrecciandola con quella di personaggi "di fantasia" (secondo la metodologia del romanzo storico) che fanno da contorno alla vicenda della nobildonna milanese. Nonostante le vicinanze tematiche e ideologiche coi Promessi Sposi (l'affidamento alla religione quale strumento di consolazione e salvezza contro i mali del mondo), Margherita Pusterla si rivela un romanzo storico «cupo» e più pessimista rispetto a quello manzoniano, sia per la mancanza del lieto fine, sia della divisione "manichea" tra buoni e cattivi.
Gli anni '40 videro anche l'affermazione del Cantù in ambito storiografico: nel 1837 il libraio torinese Giuseppe Pomba propose al letterato lombardo la stesura di una Storia Universale che doveva raccogliere tutta la storia dell'umanità. Davanti all'opera monumentale che gli si prospettava, Cantù non si tirò indietro e, stipulato il contratto nel 1838, redasse tra quell'anno e il 1846 quest'opera divisa in 35 volumi, definita da Marino Berengo «l'opera storica certo più letta e consultata per un cinquantennio in Italia». In seguito, la Storia Universale verrà ampliata tra il 1883 ed il 1890 raggiungendo i cinquantadue volumi. Anch'essa, però, risentì fortemente dell'influsso conservatore-clericale e di errori filologici vari, specialmente nella trattazione dell'Evo antico.

### Il periodo risorgimentale

#### Dal 1848 alla collaborazione con Massimiliano d'Asburgo

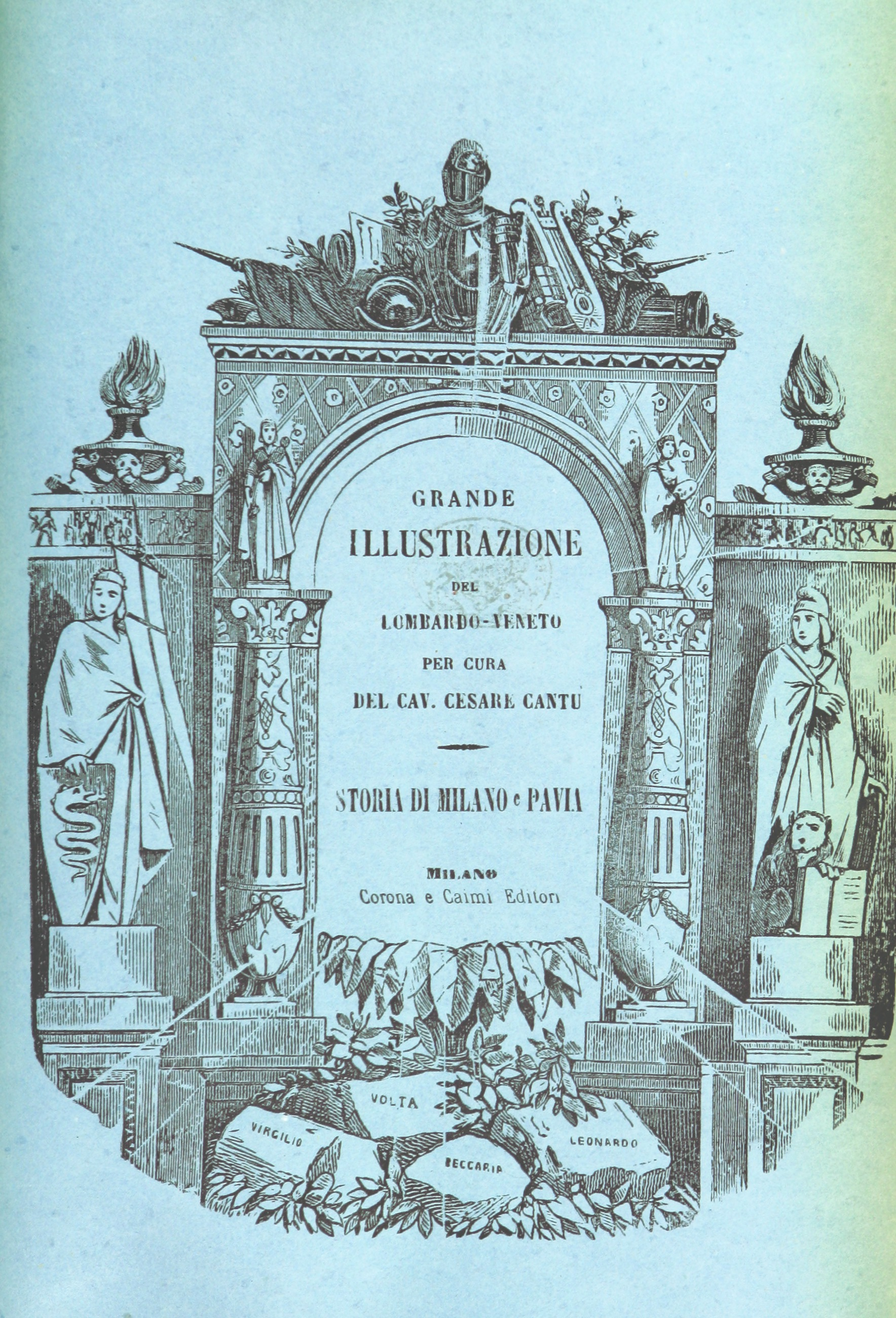
Edizione della Grande illustrazione del Lombardo-Veneto, Corona e Caimi Editori, Milano 1858 (2ª ed.)

La sua posizione conservatrice e clericale spinse Cantù ad aderire alla tesi neoguelfa propugnata da Vincenzo Gioberti nel Primato morale e civile degli italiani secondo cui né la tradizione cattolica né i principi dell'illuminismo e della rivoluzione francese potevano costituire la chiave di volta per un processo di unificazione in Italia, per raggiungere il quale sarebbe occorso ricorrere ad una specifica filosofia politica nazionale. Cantù, che nel 1844 e nel 1845 visitò prima le altre regioni italiane, e l'anno successivo Londra e Parigi, ritornò in Lombardia nel 1846, dove le sue posizioni antiaustriache si esacerbarono ulteriormente agli albori dei moti del 1848.
Sospettato dalla polizia, il 21 gennaio di quell'anno fu costretto alla fuga da Milano per riparare a Torino, per poi ritornare a Milano durante le cinque giornate e la prima guerra d'indipendenza. In seguito al rientro delle armate austriache del Radetzky il Cantù dovette nuovamente riparare per breve tempo all'estero, in Svizzera, da dove rientrò nuovamente a Milano in seguito all'amnistia nei confronti degli esuli politici, fatto che in seguito non gli venne perdonato da molti patrioti. Durante gli anni '50, infatti, Cantù giunse a collaborare col governo austriaco e a sognare un Lombardo-Veneto indipendente con Massimiliano d'Asburgo come re in contrapposizione ad un Piemonte che, guidato da Cavour, stava attuando una politica legislativa antiecclesiastica che il cattolico Cantù non poteva accettare.
In questi ultimi anni del dominio austriaco nel Lombardo-Veneto Cantù riprese l'attività storica e letteraria, realizzando i saggi: L'Abate Parini e la Lombardia nel secolo passato (1854), Ezelino da Romano; la Grande Illustrazione del Lombardo-Veneto (1857), dettagliatissima enciclopedia storico-toponomastica delle principali località del Reame; la Storia di cento anni (1851) Storia degli Italiani (1854). Questi ultimi due furono pubblicati rispettivamente a Firenze e a Torino, in quanto potenzialmente pericolosi per l'ideologia nazionale ivi espressa.

### L'Unità

#### L'attività politica
Una volta che Milano e la Lombardia furono conquistate dalle truppe franco-sarde di Vittorio Emanuele II e di Napoleone III Cesare Cantù assistette alla nascita dello Stato Unitario. Accantonati i pregiudizi contro la monarchia sabauda nel marzo 1860 fu eletto in quello che era ancora il Regno di Sardegna nel collegio di Almenno San Salvatore (Bergamo) per la VII legislatura. Nel 1861 venne battuto a Caprino Bergamasco, entrando comunque in parlamento (VIII legislatura) il 28 gennaio 1863, dopo le dimissioni del suo avversario, ma, viste alcune procedure irregolari, fu dichiarato decaduto dallo scranno parlamentare alla fine dell'anno. Ritornò in parlamento nel 1865 sempre nel collegio di Caprino Bergamasco, rimanendovi fino al 13 febbraio 1867, quando terminò la IX legislatura.
In questi quasi sette anni di presenza parlamentare Cantù fu «solitario oratore del partito cattolico», rappresentando, insieme a Vito D'Ondes Reggio, la fazione cattolica e conservatrice in un Parlamento dominato da liberali e da massoni. I discorsi del Cantù erano «enfatici e apocalittici» e, come riportati dal biografo Pietro Manfredi, erano quasi tutti concentrati nella difesa della religione cattolica e delle sue istituzioni (come riportato qui sotto), ma anche a difesa dei contadini meridionali e contrario alla Legge Pica che aprì alla repressione del brigantaggio:
(Manfredi, pp. 84-85)

#### La produzione letteraria

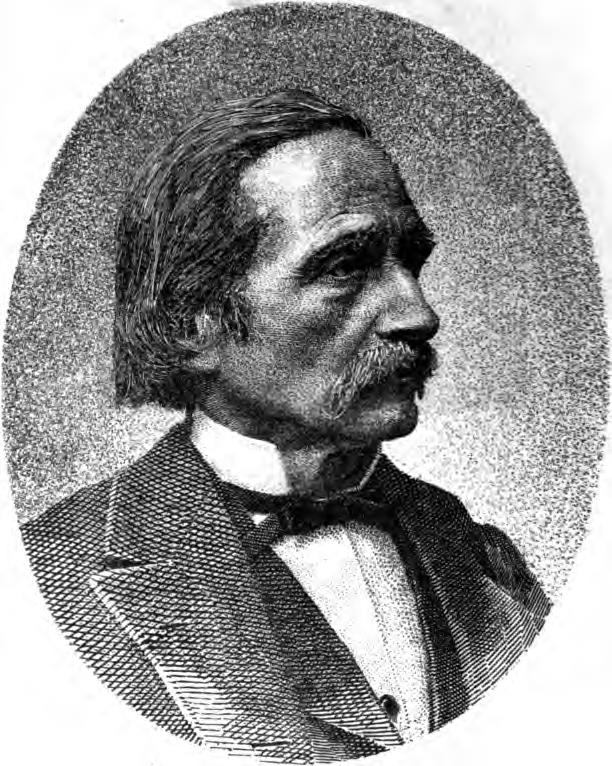
Cesare Cantù a 70 anni

Il Cantù, nonostante gli impegni politici, continuò la sua attività di studioso e storico scrivendo Gli eretici d'Italia (1865-1866), in cui sottolineava il fattore positivo che la Chiesa cattolica ha svolto nei confronti dell'Italia, dando quindi un tono politico all'opera proprio negli anni in cui si discuteva in Parlamento riguardo alla questione di Roma capitale e al potere temporale dei papi; le Storie minori (Lombardia, Valtellina, Brianza) del 1864 e una serie di opere a carattere erudito come gli Edifizii di Milano, la Storia della letteratura italiana del 1865, Il Conciliatore e i carbonari del 1878, la sopracitata Storia universale, impostata nel periodo 1838-1846 e ampliata nel periodo come prima ricordato. Postumo, il Romanzo autobiografico, che verrà pubblicato soltanto nel 1969 a cura di Adriano Bozzoli, Milano-Napoli, Ricciardi, 1969. Infine, si segnalano opere morali finalizzate all'educazione del cattolico non istruito: Buon senso e buongoverno (Milano, 1870), Portafoglio d’un operaio (Milano, 1871), Attenzione! Riflessi di un popolano (Milano, 1871). L'ultima grande opera del Cantù, scritta quando era direttore dell'Archivio di Stato di Milano, fu Della indipendenza d'Italia. Cronistoria (1872-1877, Torino), in cui l'ormai anziano scrittore non esita ad attaccare figure chiave del Risorgimento (quali Napoleone III e Cavour) e mostrare compassione per i "vinti" del nuovo Stato Unitario, ovvero Carlo Cattaneo e, addirittura, Francesco Giuseppe d'Austria. Nell'opera, inoltre, Cantù rimane fedele ai suoi propositi anti-liberali, attaccando le posizioni ideologiche su cui si sta costruendo il Regno d'Italia.

### Direttore dell'Archivio di Stato di Milano

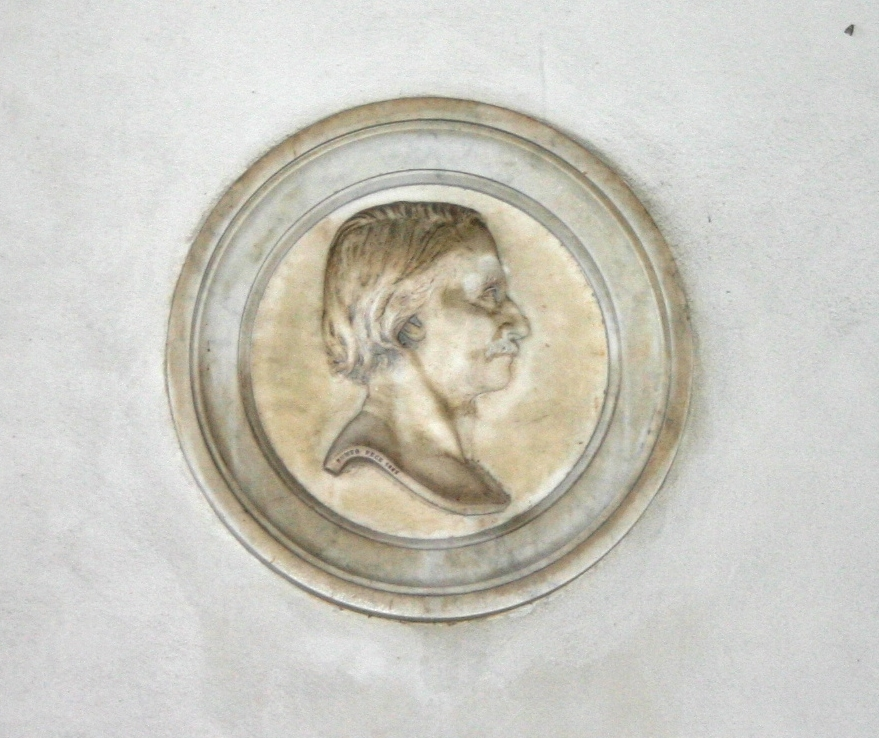
Cesare Cantù: medaglione sullo scalone monumentale di Palazzo del Senato a Milano

In seguito alla morte di Luigi Osio nel 1873, il governo guidato da Quintino Sella e Giovanni Lanza nominò il Cantù come direttore interinale negli Archivi di Stato a Milano il 24 aprile del 1874 per diventare poi Direttore dell'Archivio di Stato di Milano nel dicembre del 1875. L'Archivio, sotto il mandato dell'Osio, aveva subito un processo di concentramento dei vari poli archivistici sparsi in Milano in quello che era stato l'ex Collegio Elvetico/Palazzo del Senato, ma il vecchio direttore non riuscì a vedere l'opera completata. Il mandato ventennale di Cantù (1873-1895) viene considerato uno dei periodi più floridi e importanti nella vita dell'istituto meneghino, come riportato da Nicola Raponi:
(Raponi, p. 314)

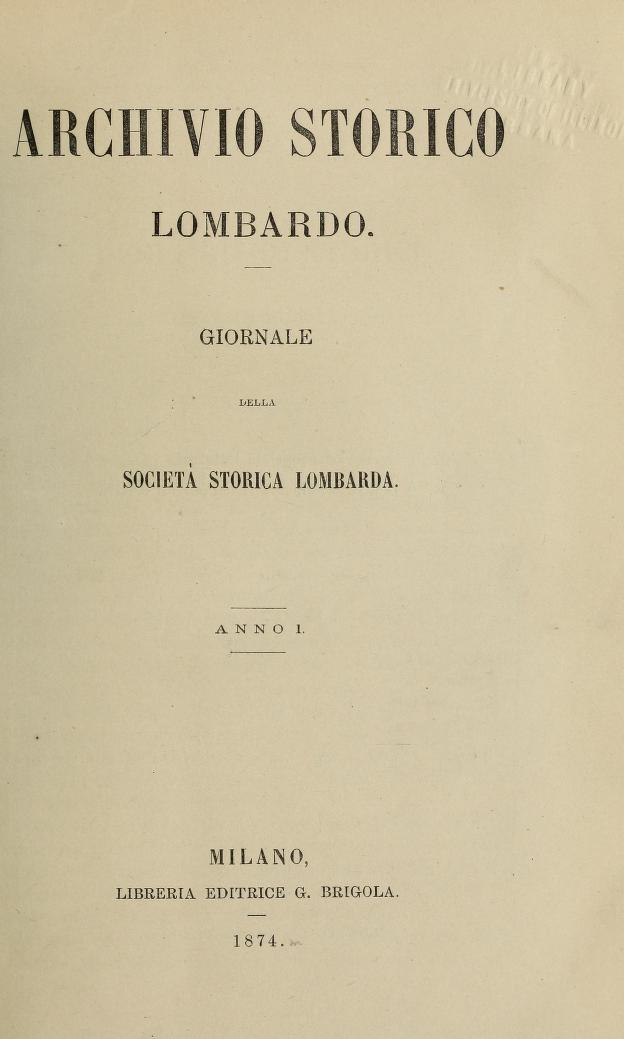
Archivio Storico Lombardo, anno I, 1874

Cesare Cantù infatti iniziò la pubblicazione, a partire dal 1874, della rivista l'«Archivio Storico Lombardo» il quale, edito dalla Società Storica Lombarda, doveva essere «anche il giornale dell'Archivio di Stato». Fu lui, inoltre, a dare una definitiva riorganizzazione all'Archivio, spostando tutti i fondi depositati in vari spazi sparsi per Milano nel Palazzo del Senato a partire dal 1886 grazie anche all'influenza che il celebre storico aveva presso la società milanese. Nonostante la vitalità culturale acquisita dall'Archivio grazie alla sua preparazione e alla sua cultura, il Cantù non aveva però la forza di cambiare il sistema archivistico imperante a Milano, denominato "peroniano" dal nome dell'archivista Luca Peroni che diresse gli archivi governativi di Lombardia dal 1818 al 1832. Il Cantù si limitò a bloccare la scissione dei fondi secondo questo sistema, ma non a rimediare alle operazioni che furono portate avanti tanto alacremente da Peroni e dai suoi successori. Archivista non di professione, il Cantù operò nei fondi dell'Archivio meneghino con la mentalità dello storico, giungendo a danneggiare dei fondi scartando arbitrariamente delle carte anteriori al 1650, azione che suscitò un vivo dibattito nel Consiglio per gli Archivi nel 1876 e che attirò l'attenzione del Ministero dell'Interno, che ordinò un'inchiesta il 10 marzo 1878.

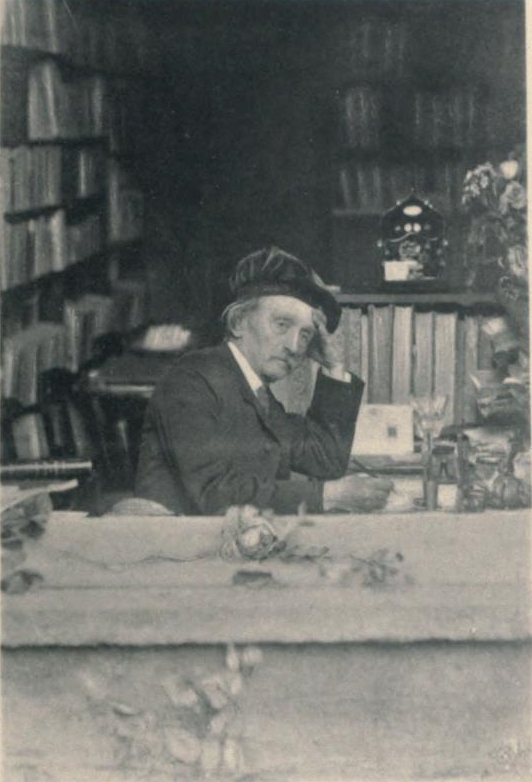
Cesare Cantù nel suo studio

Nonostante ciò, l'attaccamento di Cantù all'Archivio meneghino fu ammirevole, in quanto lo gestì fino ad età molto avanzata e in cattivo stato di salute: affetto negli ultimi anni da gotta, pur di adempiere al suo dovere di direttore «si fece portare su per le scale» fino al suo ufficio.

### La morte e le esequie
Cantù si mantenne lucido e attivo fino a tarda età finché, similmente a quanto era accaduto all'amico Manzoni vent'anni prima, nel marzo 1894 si ruppe un femore mentre usciva dalla messa quotidiana nella chiesa di Santa Maria Podone di piazza Borromeo. Da quel momento iniziò il suo declino fisico e morì novantenne nella sua abitazione di via Morigi n. 5 a Milano (dove oggi è posta lapide commemorativa) alle 6:25 del mattino dell'11 marzo 1895.
La scomparsa dello storico suscitò grande commozione in tutta Italia e alla famiglia giunsero messaggi di cordoglio dalle più alte autorità civili e religiose: fra gli altri quelli di papa Leone XIII e del Cardinale Segretario di Stato Mariano Rampolla del Tindaro, del re Umberto I e della regina Margherita, del Principe di Napoli Vittorio Emanuele e del Presidente del Senato Domenico Farini.

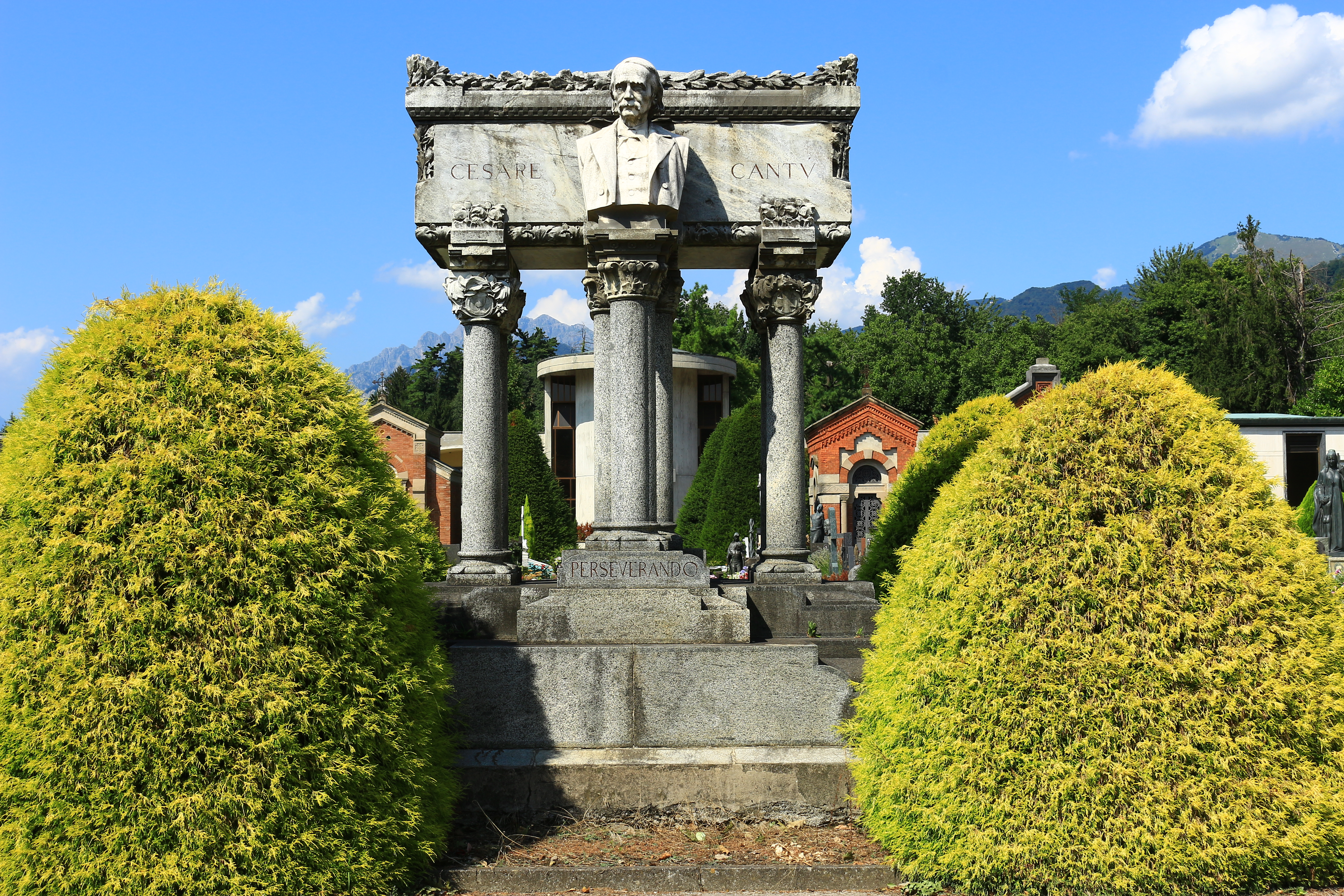
Tomba di Cesare Cantù nel cimitero della sua città natale, Brivio

I funerali furono celebrati il 14 marzo pomeriggio e videro un'enorme partecipazione da parte dei milanesi, che si assieparono lungo tutto il percorso fra l'abitazione del Cantù e la Chiesa di Sant'Alessandro in Zebedia, dove si tenne la cerimonia funebre, e infine sulla strada per il Cimitero monumentale, nel cui Famedio lo storico venne tumulato. L'11 novembre 1905 le spoglie vennero traslate dal Cimitero Monumentale al cimitero di Brivio, paese natale del Cantù, dove tuttora riposano.

## Discendenza
Cesare Cantù ebbe due figlie illegittime dall'amante Antonietta Beccaria Curioni de' Civati (1805-1866), moglie di Giulio Beccaria (1784-1858), questi figlio del ben noto giurista e filosofo Cesare e zio di Alessandro Manzoni:
- Rachele (1836-1919)
- Antonietta

## Onorificenze
Onorificenze riportate da Maurizio Cassetti e dalla Guida generale di Milano per l'anno 1874: